# TaleSpin
TaleSpin là một bộ phim truyền hình hoạt hình của Mỹ được phát sóng lần đầu tiên vào năm 1990 dưới dạng bản xem trước trên Disney Channel và cuối năm đó là một phần của The Disney Afternoon. Phim có các nhân vật phỏng theo bộ phim hoạt hình The Jungle Book năm 1967 của Disney (cụ thể là một số động vật trong phim được trang điểm nhân hình trong khi con người bị loại bỏ), được chiếu lại rạp vào mùa hè trước khi bộ phim này công chiếu vào mùa thu. Cụ thể là chú gấu Baloo, chú đười ươi Louie và chú hổ Shere Khan, cùng với các nhân vật mới được tạo ra cho chương trình. Tên của chương trình là một cách chơi chữ "tailspin", tức là sự hạ cánh nhanh chóng của một chiếc máy bay theo hình xoắn ốc dốc. Hai từ trong tên của chương trình, câu chuyện và vòng quay, là một cách để mô tả việc kể một câu chuyện. Chương trình là một trong chín chương trình Disney Buổi chiều sử dụng các nhân vật Disney đã thành danh làm nhân vật chính, với tám nhân vật còn lại là Darkwing Duck, DuckTales, Chip 'n Dale: Rescue Rangers, Goof Troop, Bonkers, Quack Pack, Aladdin và Timon & Pumbaa. Đây cũng là một trong hai loạt phim hoạt hình dựa trên cuốn sách The Jungle Book, phần thứ hai là Jungle Cubs.

## Tóm tắt
TaleSpin lấy bối cảnh những năm 1930 và chủ yếu nằm ở thành phố Cape Suzette (một cách chơi chữ của món ăn Crêpe Suzette), một nơi tương tự như San Francisco, California. Thành phố nằm trên một hòn đảo vô danh, trong một vùng nước không xác định, trên một bến cảng hoặc vịnh lớn được bao bọc bởi một bức tường vách đá cao. Một khe hở trên tường là phương tiện tiếp cận duy nhất của bến cảng. Khe hở được bảo vệ bởi pháo phòng không, ngăn chặn những kẻ phá hoại bay hoặc những tên cướp biển xâm nhập vào thành phố. Các nhân vật trong thế giới của TaleSpin là những động vật được nhân cách hóa (mặc dù động vật hoang dã bình thường cũng tồn tại, nhưng không có con người). Khung thời gian của loạt phim không bao giờ được đề cập cụ thể nhưng dường như là từ giữa đến cuối những năm 1930, dựa trên Baloo's Seaplane và những thứ khác, có thể là trong giai đoạn cuối của cuộc Đại suy thoái. Trong chương trình, máy bay trực thăng, tivi và động cơ phản lực là những thiết bị thử nghiệm, và hầu hết kiến trúc đều gợi nhớ đến phong cách Art Deco của thời kỳ đó. Trong một tập, Baloo bình luận rằng "The Great War đã kết thúc cách đây 20 năm", do đó chỉ ra rằng bộ truyện diễn ra vào hoặc khoảng năm 1938. Radio là phương tiện truyền thông đại chúng chính, và một tập thậm chí ngắn gọn ám chỉ các nhân vật chưa bao giờ nghe nói về truyền hình.
Loạt phim xoay quanh cuộc phiêu lưu của phi công bụi đời, chú gấu Baloo, người kinh doanh vận tải hàng hóa bằng đường hàng không, "Baloo's Air Service", do Rebecca Cunningham đảm nhận, người có một cô con gái nhỏ tên Molly. Khi bị vỡ nợ về các hóa đơn quá hạn với ngân hàng (do con hổ tội phạm Shere Khan điều hành) và Rebecca nhận thấy sự vô trách nhiệm trong việc điều hành công việc kinh doanh của mình, cô ấy đã tiếp quản doanh nghiệp và đổi tên nó thành "Higher for Hire", trở thành sếp của Baloo. Một cậu bé mồ côi và là cựu hải tặc hàng không, chú gấu xám Kit Cloudkicker đầy tham vọng, gắn bó với Baloo và trở thành hoa tiêu của anh ta. Anh ấy đôi khi gọi Baloo là "Papa Bear". Cùng với nhau, họ là phi hành đoàn của chiếc máy bay duy nhất của Higher for Hire, chiếc Conwing L-16 đã được sửa đổi 20 năm tuổi (một chiếc máy bay hư cấu sử dụng các yếu tố từ vận tải cơ Fairchild C-82, động vật lưỡng cư Grumman G-21 Goose và một chiếc PBY- hợp nhất 3) đặt tên là Vịt biển. Kể từ đó, loạt phim đi theo những thăng trầm của Higher for Hire và đội ngũ nhân viên của nó, đôi khi giống với các phần phim hành động phiêu lưu cũ của những năm 1930 và 1940, như phim Tailspin Tommy và các biến thể đương đại, chẳng hạn như Raiders of the Hòm bia thất lạc.
Cuộc phiêu lưu của họ thường liên quan đến cuộc chạm trán với một băng nhóm cướp biển do Don Karnage dẫn đầu, cũng như với các đại diện của Thembria (một bản nhại của Liên bang Xô Viết thời Stalin, nơi sinh sống của những con Warthogs nhân hình), hoặc những chướng ngại vật khác, thậm chí thường là những chướng ngại vật kỳ lạ. Xét về độ nhạy cảm đương thời, không có sự tương đương với Đức quốc xã trong bộ truyện, mặc dù một câu chuyện trên Tạp chí Disney Adventures, "The Dogs of War!", Đã cho các anh hùng chạm trán với các thành viên thuộc quốc tịch "Houn", một quốc gia quân phiệt đe dọa những chú chó từ "Hounsland" mặc đồng phục rõ ràng là dựa trên tiếng Đức và nói giọng giả-Đức.
Mối quan hệ giữa Baloo và Rebecca có chút gì đó nhờ những bộ phim hài hước về cuộc Đại suy thoái. Chính xác hơn, theo Jymn Magon (đồng sáng tạo của bộ truyện), hai nhân vật này được tạo hình theo Sam Malone và Rebecca Howe trong bộ phim sitcom nổi tiếng lúc bấy giờ là Cheers.